# دیانا چلارو
دیانا چلارو  (به انگلیسی: Diana Chelaru) ژیمناست زادهٔ ۱۵ اوت ۱۹۹۳ میلادی اهل کشور رومانی است.